# タイパ・コロアネ歴史博物館
座標: 北緯22度12分11.8秒 東経113度33分17.6秒 / 北緯22.203278度 東経113.554889度
タイパ・コロアネ歴史博物館（タイパ・コロアネれきしはくぶつかん、中国語: 路氹歷史館、ポルトガル語: Museu da História da Taipa e Coloane）は中華人民共和国マカオのタイパ島にある博物館。

## 概要
1920年に建てられたもので、かつては海島市の市役所が置かれていた。2002年の市制廃止後は、旧海島市の管轄であったタイパ島・コロアネ島の歴史を題材とする博物館に転用されることになり、2006年に開館した。こういう経緯から、現在でも館内には海島市の紋章が残されている。